# Románia vízrajza

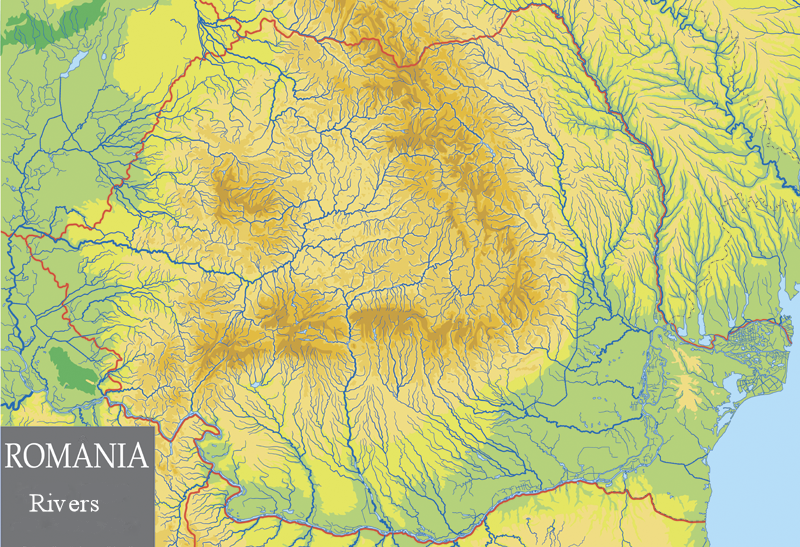
Románia vízrajza

Románia vízrajza egységes képet mutat: az ország területének 95%-a a Duna vízgyűjtő rendszerének a része, a maradék 5% vizei közvetlenül a tengerbe ömlenek, így minden folyóvize végső soron a Fekete-tengerbe jut el. A Duna vízgyűjtő medencéjének több mint egyharmada, és hajózható szakaszának majdnem fele Románia területéhez tartozik.
A sűrű folyóhálózat mellett Romániában igen sok édes- és sósvizű tavat is találunk. Ezek közül a legnagyobbak a Duna mentén és a tengerparton sorakoznak.
A felszíni vizeken kívül jelentős a szerepe a felszín alatti talajvizeknek, mélységi vizeknek és termálvizeknek is.

## Fekete-tenger
A Fekete-tenger az ország keleti részét mossa, Dobrudzsa régióban érinti Romániát. A tengerpart hossza 244 km. A part északon, a Duna-delta térségében mocsaras, délebbre lagúnák találhatók, egészen délen, Konstanca közelében pedig üdülőövezet van.

## A Duna
A Duna teljes hosszából (2860 km) 1075 km-en át Románia területén halad keresztül. Hosszúság szempontjából a második leghosszabb folyam Európában (a Volga után), de nemzetközi jelentősége szempontjából a legfontosabb, 10 országon (Németország, Ausztria, Szlovákia, Magyarország, Horvátország, Szerbia, Románia, Bulgária, Moldávia, Ukrajna) és 4 fővároson (Bécs, Pozsony, Budapest, Belgrád) halad át.
A Duna vízgyűjtő területe kiterjed csaknem az ország egészére (A kivétel a dobrudzsai tengerpart.) Romániai szakasza 4 egymás után következő  szektorra bontható: 
- Buziástól a Vaskapu-szorosig (Duna szoros)
- A Vaskapuktól Călărași-ig (Duna völgy)
- Călărașitól  Brailáig (Duna lápok)
- Brailától a tengerbe folyásáig (Tengerparti Duna)

A Duna-delta nagy része is Romániában található.
A Duna–Fekete-tenger-csatorna lerövidíti a hajóutat a tengerig.

## Belső folyók
Legfontosabb folyók a mellékágaikkal:
- Tisza: az ország északi részét érinti 62 km-en, és mellékfolyói megtalálhatók a Máramarosi-medencében.
- Szamos: a Kis-Szamos (mely az Erdélyi-érchegységből ered) és a Nagy-Szamos (mely a Radnai-havasokból ered) Désnél való egyesülésének a folytatása.
- Körösök: a Körösök medencéje magába foglalja a Berettyó folyót és a 3 Köröst: Sebes-Körös, Fekete-Körös és a Fehér-Körös.
- Maros: Nagy Hagymás-hegységből ered, keresztülszeli az Erdélyi-medencét, a Gyergyói-havasokat, az Erdélyi-középhegység déli részét, a Nyugati-Dombvidéket és a Nyugati-síkságot. Fontosabb mellékfolyói: Küküllő (a Nagy- és Kis-Küküllő egyesülése), a Sebes.
- Béga: a Ruszka-havasból ered, és kanalizálva van a síkságon.
- Temes (Timiș): Egyenesen a Dunába ömlik Belgrádnál.

A Temes folyó és a Zsil (Jiu) között közvetlenül a Dunába ömlik a Néra.
Egyéb folyók: Krassó, Cserna.

## Külső folyók
A Kárpátokból dél-délkelet irányban tartanak a Duna felé a Szubkárpátokon keresztül, át a síkságon.

## Románia leghosszabb folyói
| Név          | A romániai szakasz hossza (km) | Vízgyűjtő terület (km²) |
| ------------ | ------------------------------ | ----------------------- |
| Duna         | 1075                           | ?                       |
| Maros        | 761                            | 27 890                  |
| Prut         | 742                            | 10 990                  |
| Olt          | 615                            | 24 050                  |
| Szeret       | 559                            | 42 890                  |
| Ialomița     | 417                            | 10 350                  |
| Szamos       | 376                            | 15 740                  |
| Argeș        | 350                            | 12 550                  |
| Zsil         | 339                            | 10 080                  |
| Bodza        | 302                            | 5 264                   |
| Dâmbovița    | 286                            | 2 824                   |
| Beszterce    | 283                            | 7 039                   |
| Jijia        | 275                            | 5 757                   |
| Nagy-Küküllő | 246                            | 6 253                   |
| Temes        | 244                            | 5 673                   |
| Fehér-Körös  | 234                            | 4 240                   |
| Vedea        | 224                            | 5 430                   |
| Moldova      | 213                            | 4 299                   |
| Bârlad       | 207                            | 7 220                   |
| Kis-Küküllő  | 196                            | 2 071                   |
| Prahova      | 193                            | 3 738                   |
| Neajlov      | 186                            | 3 720                   |
| Olteț        | 185                            | 2 663                   |
| Kis-Szamos   | 178                            | 3 773                   |
| Szucsáva     | 173                            | 2 298                   |
| Béga         | 170                            | 2 362                   |
| Aranyos      | 166                            | 3 005                   |
| Tatros       | 162                            | 4 456                   |

## Tavak
Románia tavait elhelyezkedésük alapján hegyvidéki, dombvidéki, alföldi tavakra, a Duna árterén és deltájában található tavakra valamint a Fekete-tenger partján található tavakra oszthatjuk.
A hegyvidéki tavak általában kis méretűek. A magas hegységekben, a hajdani gleccservölgyek teknőiben helyezkednek el a gleccsertavak (glaciális tavak), amelyeket az eső és a hólé hideg vize táplál. Ezek a következők:
- a Radnai-havasokban: Buhăiescu, Lala;
- a Fogarasi-havasokban: Bâlea, Capra, Urlea, Avrig, Podragu, Buda;
- a Páring-hegységben: Gâlcescu, Fără Fund, Iezerul Mare, Surianu;
- a Retyezát-hegységben: Gales, Negru, Bucura, Zănoaga, Gemene.

Tusnád közelében, a Csomád kialudt kráterében összegyűlő csapadékvízből keletkezett a Szent Anna-tó, egyedüli krátertó az egész országban.
Más tavakat hegyomlás hozott létre úgy, hogy egy hegycsuszamlás torlaszolta el egy folyóvíz medrét. Ezeket a tavakat természetes torlasztavaknak nevezzük. Így keletkezett a múlt században a Békás-patak forrásvidékén a Gyilkos-tó.
A hegyvidéki tavak külön csoportját képezik a mesterséges duzzasztott tavak, vagy más néven víztározó tavak. Ilyenek a Besztercén, az Úz völgyében, az Olton és sok más folyón létrehozott tavak.
A mészköves vidékeken karszttavak fordulnak elő. A legjelentősebb ilyen típusú tavak a Bihar-hegységben Lacul Padis, Torockói-hegységben Lacul Ighiu, Mehedinti-hegységben Lacul Zăton.
A dombvidéki tavak általában mesterségesen létrehozott duzzasztott tavak a téli csapadék nyári felhasználása érdekében.
A dombvidékek területén találunk sós vizű tavakat is, amelyek régi sóbányák beszakadt aknáiban jöttek létre. Ezek az ún. aknatavak. Ilyen a Prahova megyei Slănic-tó és Teleaga-tó.
Keletkeztek tavak a felszínre tört sótömzsök kioldódásával is: a Medve-tó Szovátán a Maros megyében, Vízakna, Marosújvár, Désakna, Aknasugatag, Rónaszék (Costui), Jitia (Râmnicu Sărat völgyében), Ocnele Mari az Olt folyótól nyugatra, Gura Ocniței a Ialomița völgyében.
A számos romániai alföldi tó szintén több csoportra osztható.
- Lagúnák (volt tengeröblök): az ország legnagyobb tavai: Razelm (415 km²), Golovița, Smeica, Sinoe.
- Tengeri limánok: Tasaul, Siutghiol (édesvizűek), Agigea, Techirghiol, Tatlageac, Mangalia (sósvizűek).
- a Bărăgan-alföld sós tavai: Lacul Sărat, Amara, Iezer.
- Löszsüppedékes tavak: Bărăgan-alföldön: Seaca, Plopu, Ianca, Colțea, Tătaru; Olténia déli részén; Temesvártól nyugatra.
- Szélvájta tavak a homokdűnék között: a Călmățui folyó (sokszor kiszárad) déli partvidékén; Olténia déli részén (Calafat); Nagykárolyi-síkságon: Simian, Galospetreu;
- Folyami limánok: Snagov, Căldărușan, Mostiștea, Strachina, Jirlău, Balta Albă. Dobrudzsában: Buceag, Oltina, Peceneaga. A Duna árterületén: Ciuperceni, Arcerului, Rast, Boianu és Călărași.
- Folyómenti mesterséges tavak (gáttavak):
  - Moldvai Mezőség: Calul Alb, Negreni, Sulița, Dracșani.
  - Erdélyi Mezőség: Gyeke (Geaca), Katona (Cătina), Mezőzáh (Zău de Câmpie). A Prut és Szeret völgyeiben.

Nagyon sok tó van még a Szamos és a Fekete-Körös között, Temesvár környékén; a Ialomița és az Olt, Galați-Botoșani között.
A tavak gazdasági szempontból haltenyésztésre, öntözésre, itatásra használják. Sok tónak igen nagy az idegenforgalmi jelentősége. Az erre alkalmas sósvizű tavak vizét és iszapját gyógyításra használják. Az ilyen tavak mellett gyógyfürdők, üdülőtelepek létesültek (Techirghiol, Amara, Lacul Sărat, Szováta, Vízakna).